# Supercalentamiento

En física, supercalentar (a veces llamado sobrecalentamiento, retardación de la ebullición o defervescencia) es el fenómeno por el que un líquido se calienta a una temperatura superior a su punto de ebullición normal sin que se produzca ebullición. Esto se puede conseguir calentando rápidamente una sustancia homogénea sin perturbarla (para evitar introducir burbujas de agua en los puntos de nucleación).
Como un fluido supercalentado es resultado de circunstancias artificiales, está en un estado metaestable, por lo que puede decaer en cuanto desaparezcan las circunstancias, dando lugar a que el líquido hierva súbita y violentamente —una situación muy peligrosa.

## Microondas
A veces, el supercalentamiento es una preocupación relacionada con los hornos microondas, que pueden calentar rápidamente el agua sin perturbaciones físicas. Una persona que agite un recipiente lleno de agua supercalentada al sacarla del microondas podría quemarse fácilmente.